# Georges Piot
Georges Piot   (17è districte de París, 14 de setembre de 1896 - Créteil, 5 d'abril de 1980) fou un remer francès que va competir durant la dècada de 1920.
El 1924 va prendre part en els Jocs Olímpics de París, on disputà la prova del dos sense timoner del programa de rem. Formant parella amb Maurice Bouton guanyà la medalla de plata. Quatre anys més tard, als Jocs d'Amsterdam, quedà eliminat en sèries de la prova de quatre amb timoner.